# Fujisaki Shota
Shota Fujisaki (sinh ngày 10 tháng 1 năm 1994) là một cầu thủ bóng đá người Nhật Bản.

## Sự nghiệp câu lạc bộ
Shota Fujisaki đã từng chơi cho Fujieda MYFC.